# Surfe nos Jogos Olímpicos de Verão de 2020 - Qualificação
Este artigo detalha a fase de qualificação do surfe nos Jogos Olímpicos de Verão de 2020. (As Olimpíadas foram adiadas para 2021 devido à pandemia de COVID-19). A qualificação será baseada em performances em duas edições dos Jogos Mundiais de Surfe, no Circuito Mundial da World Surf League e nos Jogos Pan-Americanos. Vinte atletas por gênero estarão qualificados para os Jogos, com o máximo de dois atletas por gênero por CON. O país-sede, Japão, recebeu uma vaga em cada gênero. Se o Japão conquistar vaga direta em algum dos torneios, a vaga deve ser realocada para o próximo atleta elegível nos Jogos Mundiais de Surfe de 2021.

## Sumário
Vagas serão alocadas para os atletas nos seguintes eventos:
- País-sede: Japão, como país-sede, teve a alocação de uma vaga para os eventos masculino e feminino. Se ao menos um surfista japonês conseguir a qualificação em outros eventos, a vaga deve ser realocada para o melhor atleta elegível nos Jogos Mundiais de Surfe da ISA de 2021.
- Circuito Mundial da World Surfing League de 2019 - os 10 homens e as 8 mulheres melhor ranqueados receberão vagas.
- Jogos Mundiais de Surfe da ISA de 2019 - os melhores colocados de cada continente, à exceção das Américas, receberão uma vaga.
- Jogos Pan-Americanos de 2019 - os vencedores dos eventos masculino e feminino receberão uma vaga.
- Jogos Mundiais de Surfe da ISA de 2021 - os 4 melhores homens e as 6 melhores mulheres receberão vagas. Se um CON qualificar mais do que o máximo de vagas, os Jogos Mundiais de Surfe da ISA de 2021 irão prevalecer e quaisquer vagas conquistadas em 2019 serão redistribuídas para os atletas melhor colocados.

Haverá um máximo de 2 homens e 2 mulheres por CON.

## Linha do tempo
| Evento                             | Data                                | Local                 |
| ---------------------------------- | ----------------------------------- | --------------------- |
| Jogos Pan-Americanos de 2019       | 30 de julho a 4 de agosto de 2019   | Lima                  |
| World Surf League de 2019          | 3 de abril a 20 de dezembro de 2019 | Vários locais         |
| Jogos Mundiais de Surfe de 2019    | 7 a 15 de setembro de 2019          | Miyazaki              |
| Jogos Mundiais de Surfe de 2021    | 29 de maio a 6 de junho de 2021     | El Sunzal & La Bocana |
| Realocação de vagas não utilizadas | TBD 2021                            |                       |

## Sumário de qualificação
| CON                | Masculino | Feminino | Total |
| ------------------ | --------- | -------- | ----- |
| RSA África do Sul  |           | 1        | 1     |
| GER Alemanha       | 1         |          | 1     |
| ARG Argentina      | 1         |          | 1     |
| AUS Austrália      | 2         | 2        | 4     |
| BRA Brasil         | 2         | 2        | 4     |
| CHI Chile          | 1         |          | 1     |
| CRC Costa Rica     |           | 2        | 2     |
| ECU Equador        |           | 1        | 1     |
| USA Estados Unidos | 2         | 2        | 4     |
| FRA França         | 2         | 2        | 4     |
| INA Indonésia      | 1         |          | 1     |
| ISR Israel         |           | 1        | 1     |
| ITA Itália         | 1         |          | 1     |
| JPN Japão          | 2         | 2        | 4     |
| MAR Marrocos       | 1         |          | 1     |
| NZL Nova Zelândia  | 1         | 1        | 2     |
| PER Peru           | 2         | 2        | 4     |
| POR Portugal       | 1         | 2        | 3     |
| Total: 18 CONs     | 20        | 20       | 40    |

### Masculino
| Evento                                              | Vagas | Surfista qualificado |
| --------------------------------------------------- | ----- | --- |
| País-sede                                           | n/a   | Qualificado em outro evento |
| Jogos Pan-Americanos de 2019                        | 1     | ARG Leandro Usuna |
| World Surf League de 2019                           | 10    | AUS Julian Wilson AUS Owen Wright BRA Ítalo Ferreira BRA Gabriel Medina FRA Michel Bourez FRA Jérémy Florès JPN Kanoa Igarashi RSA Jordy Smith USA Kolohe Andino USA John John Florence |
| Jogos Mundiais de Surfe de 2021                     | 5     | CHI Manuel Selman GER Leon Glatzer JPN Hiroto Ohhara PER Lucca Mesinas PER Miguel Tudela                                                                                                |
| Jogos Mundiais de Surfe de 2019 – África            | 1     | MAR Ramzi Boukhiam |
| Jogos Mundiais de Surfe de 2019 – Ásia (Realocação) | 1     | INA Rio Waida |
| Jogos Mundiais de Surfe de 2019 – Europa            | 1     | POR Frederico Morais |
| Jogos Mundiais de Surfe de 2019 – Oceania           | 1     | NZL Billy Stairmand |
| Realocação                                          | 1     | ITA Leonardo Fioravanti |
| Total                                               | 20    | |

### Feminino
| Evento                                              | Vagas | Surfista qualificada |
| --------------------------------------------------- | ----- | --- |
| País-sede                                           | n/a   | Qualificada em outro evento |
| Jogos Pan-Americanos de 2019                        | 1     | ECU Dominic Barona |
| World Surf League de 2019                           | 8     | AUS Sally Fitzgibbons AUS Stephanie Gilmore BRA Silvana Lima BRA Tatiana Weston-Webb CRC Brisa Hennessy FRA Johanne Defay USA Caroline Marks USA Carissa Moore |
| Jogos Mundiais de Surfe de 2021                     | 7     | CRC Leilani McGonagle FRA Pauline Ado JPN Mahina Maeda JPN Amuro Tsuzuki PER Daniella Rosas POR Teresa Bonvalot POR Yolanda Sequeira                           |
| Jogos Mundiais de Surfe de 2019 – África            | 1     | RSA Bianca Buitendag |
| Jogos Mundiais de Surfe de 2019 – Ásia (Realocação) | 1     | PER Sofía Mulánovich |
| Jogos Mundiais de Surfe de 2019 – Europa            | 1     | ISR Anat Lelior |
| Jogos Mundiais de Surfe de 2019 – Oceania           | 1     | NZL Ella Williams |
| Total                                               | 20    | |